# ブルマン大学 〜俺たち、もっこりフットボーラー〜
『ブルマン大学 〜俺たち、もっこりフットボーラー〜』（ブルマンだいがく おれたち、もっこりフットボーラー、原題：「Blue Mountain State」）はアメリカ合衆国のテレビドラマ作品である。
2010年1月より3月まで、第1シーズン（全13話）がMTV傘下の「SPIKE TV」にて放映され、日本では同年4月18日よりMTVジャパンにて放映された。
なお2011年1月からは第2シーズンが、同年9月からは第3シーズン（ともにアメリカ国内）の放映が開始されたが、日本での放映予定は未定。なお翌2012年2月に第3シーズンで終了することが発表された。

## 概要
アメリカ中西部にある「ブルーマウンテン州立大学（通称：ブルマン大学）」のアメリカンフットボール部に入部した新入生3人組を中心に、部員が巻き起こすお色気あり・ナンセンスギャグありのドタバタぶりをコミカルに描く。
なお撮影はカナダ・モントリオール郊外で行なわれた。

## 主なキャスト
- ダリン・ブルックス - アレックス
- サム・ジョーンズ3世 - クレッグ
- アラン・リッチソン - サッド
- クリス・ロマノ - サミー
- エド・マリナロ - ダニエルズ（コーチ）
- ガブリエラ・デニース - デニース

## エピソード
| シーズン | シーズン | 話数 | 話数 | 放送期間       | 放送期間       |
| シーズン | シーズン | 話数 | 話数 | 初回放送       | 最終回放送     |
| -------- | -------- | ---- | ---- | -------------- | -------------- |
|          | 1        | 13   | 13   | 2010年1月11日  | 2010年3月30日  |
|          | 2        | 13   | 13   | 2010年10月16日 | 2011年1月19日  |
|          | 3        | 13   | 13   | 2011年9月21日  | 2011年11月30日 |